# Homoki olaszsáska
A homoki olaszsáska vagy barbársáska (Calliptamus barbarus) a sáskafélék családjába tartozó, Eurázsiában honos sáskafaj.

## Megjelenése
A homoki olaszsáska testhossza a hím esetében 13-21 mm, a nőstény 19-31 mm. Közepes termetű, zömök alkatú sáska. Alapszíne változatos, barna, okkersárga vagy szürke is lehet, rajta sötétebb foltokkal. Néha a fejtől a torpajzs szélén át az első szárnyak csúcsáig két világos vonal húzódik rajta. Szemei nagyok, függőlegesen csíkozottak. A hátsó lábak belső oldala többnyire vörös, ritkán sárga. A comb belső oldalán lévő három fekete folt jól kifejezett, ritkán egybeolvad. A sötét pettyes, végükön kissé elkeskenyedő elülső szárnyak éppen elérik vagy kissé túlhaladják a hátsó térdeket. A hátsó szárnyak a tövüknél erősen rózsaszínű vagy borvörös színűek. A hím potrohvégén jellegzetes fogókészülék található. 
Nem ciripel, a hímek a harmadik láb színes lábszáraival integetve kommunikálnak.

### Hasonló fajok
A valamivel nagyobb olaszsáska vagy a szerecsensáska nősténye hasonlít hozzá.  

## Elterjedése
Dél-Európában, Észak-Afrikában, Nyugat- és Közép-Ázsiában honos. Közép-Európában ritka. Magyarországon a melegebb homokterületeken fordul elő (Somogyi-dombság, Kiskunság, a Nyírség déli része, Kisalföld, Dél-Mezőföld), helyenként gyakori is lehet. 

## Életmódja
Meleg, ritkás növénytakarójú homokpusztagyepek, köves domboldalak lakója. Alapvetően növényevő, de elpusztult rovarokat is elfogyaszt.
Kifejlett egyedeivel június végétől október végéig találkozhatunk.
Magyarországon védett, természetvédelmi értéke 5000 Ft.

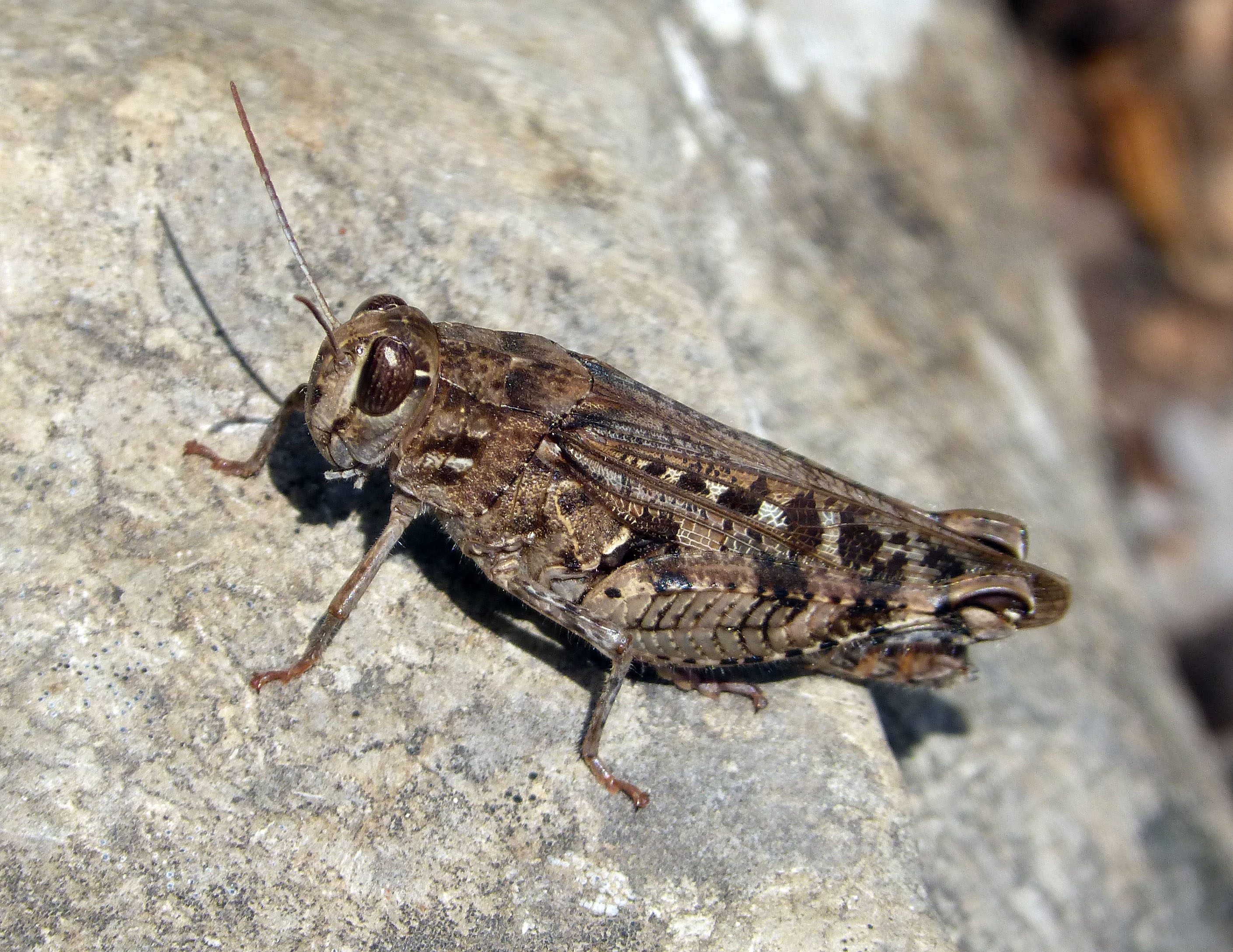
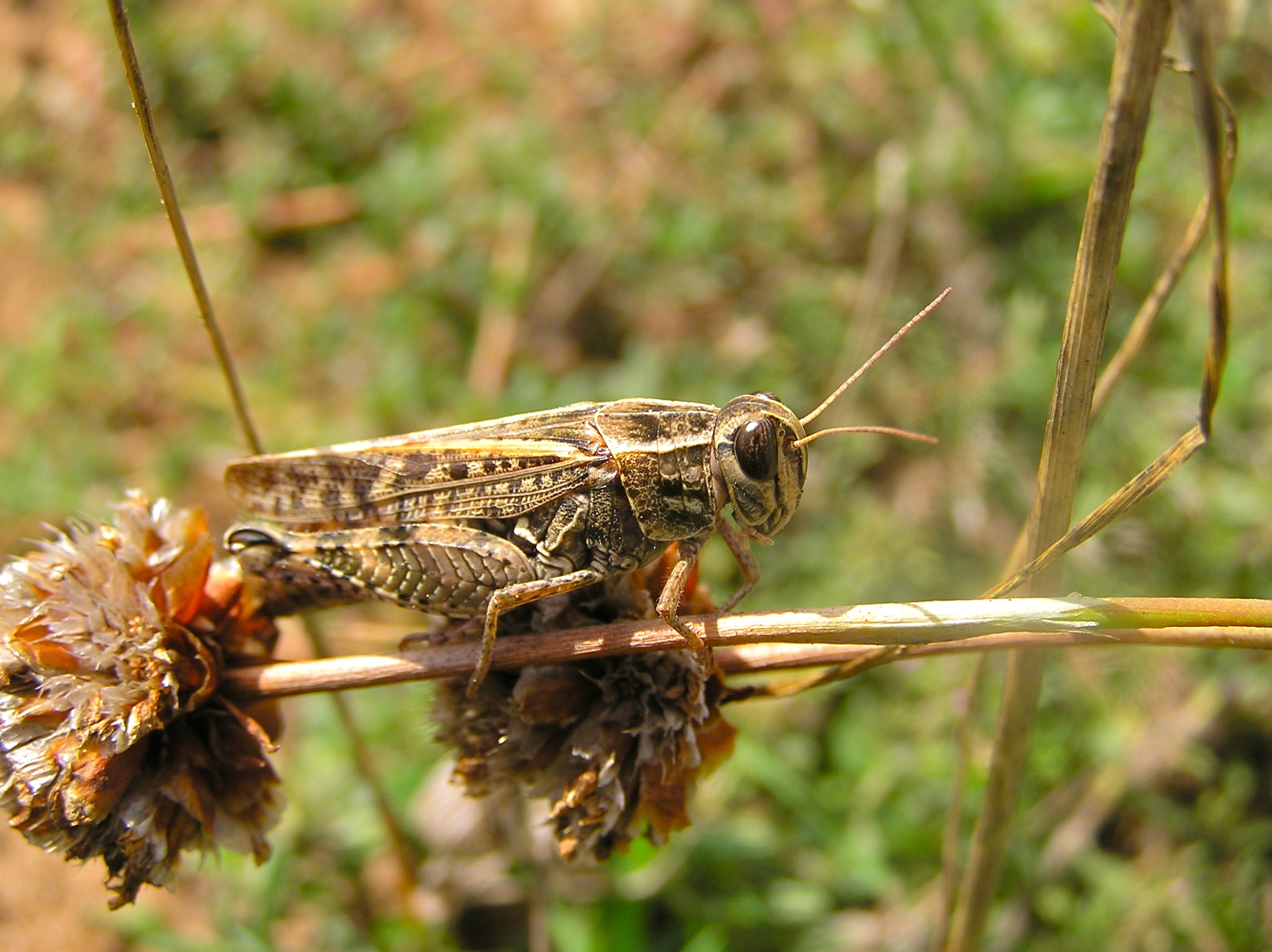
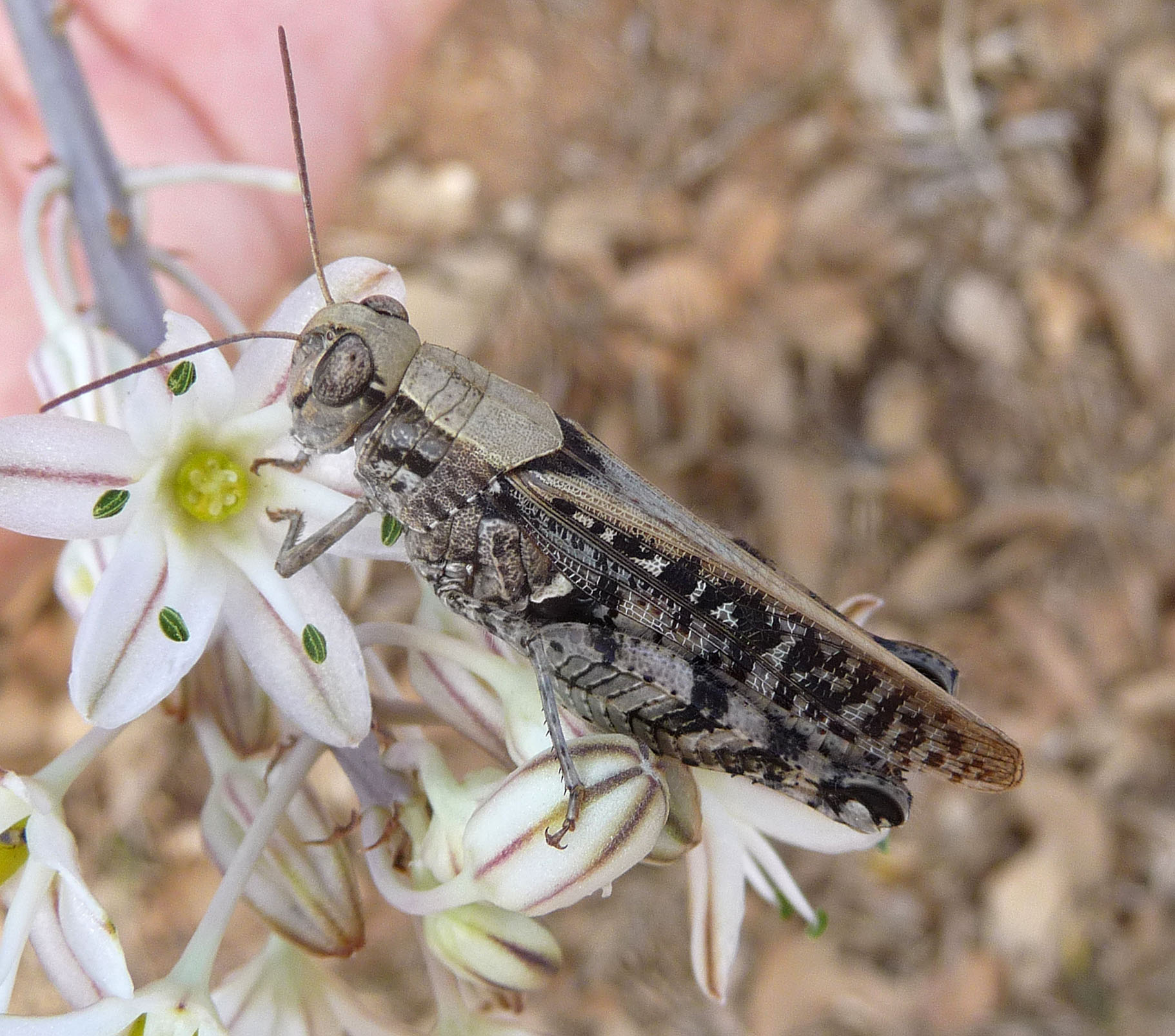
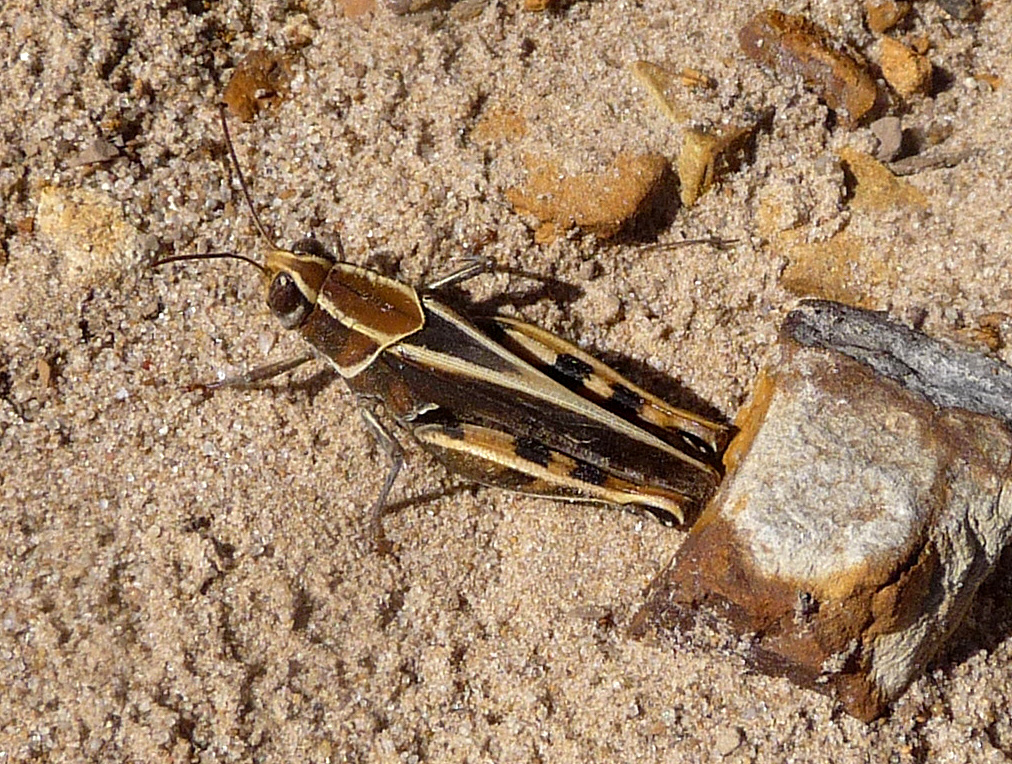
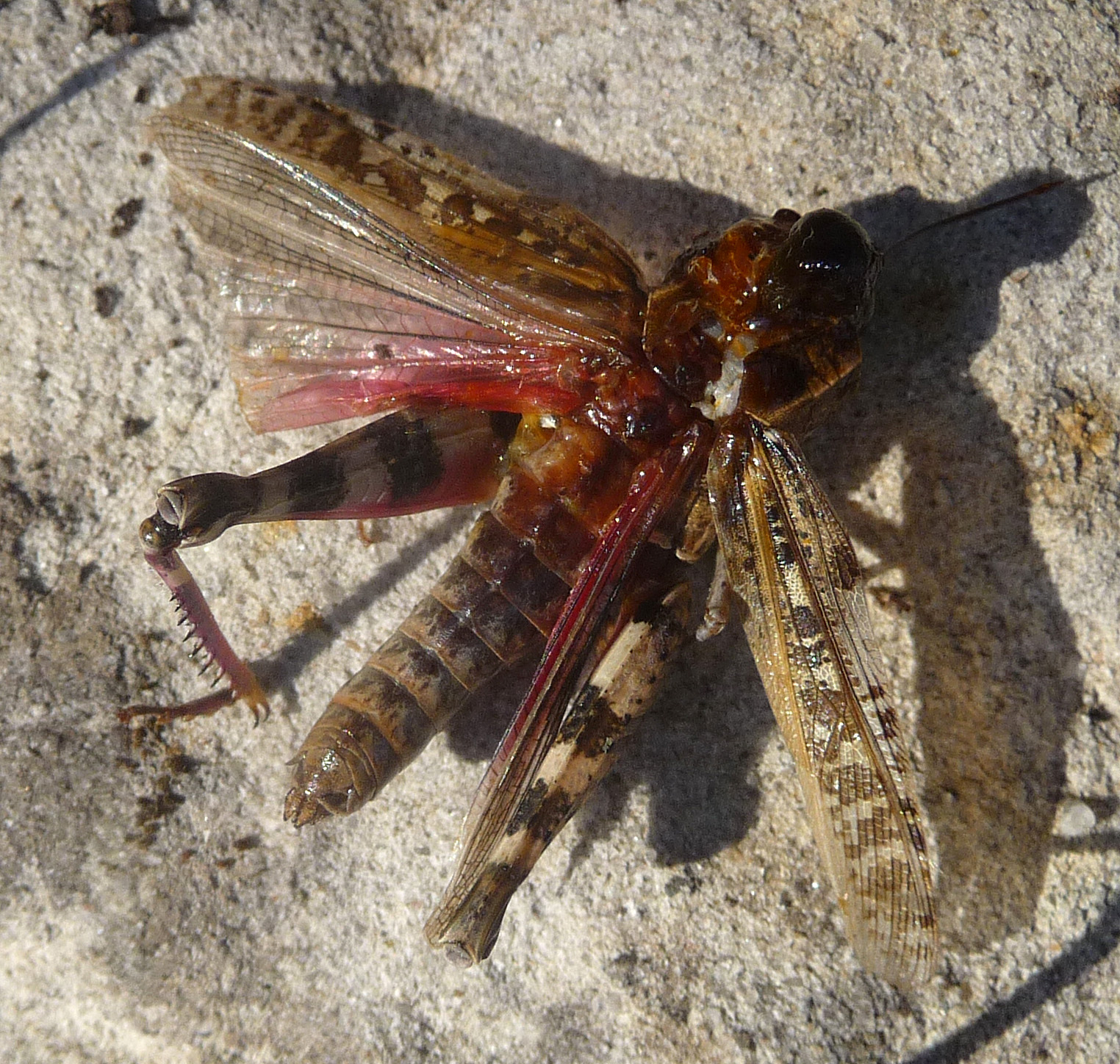